# Boris Berian
Boris Berian (Colorado Springs, 19 december 1992) is een Amerikaans middellangeafstandsloper, die is gespecialiseerd in de 800 meter. Hij nam eenmaal deel aan de Olympische Spelen en won hierbij geen medailles.

## Loopbaan
In 2016 nam Berian deel aan de WK Indoor in Portland. In de finale was hij de snelste voor Antoine Gakeme en zijn landgenoot Erik Sowinski.
Berian maakte zijn olympisch debuut in 2016 op de Olympische Spelen van Rio de Janeiro. Op de 800 m eindigde hij op de achtste plaats.

## Persoonlijke records
Outdoor
| Onderdeel | Prestatie | Datum         | Plaats      |
| --------- | --------- | ------------- | ----------- |
| 200 m     | 21,97     | 7 april 2012  | Albuquerque |
| 400 m     | 46,93     | 21 mei 2011   | Lakewood    |
| 600 m     | 1.16,14   | 18 april 2015 | Walnut      |
| 800 m     | 1.43,34   | 17 juli 2015  | Monaco      |
| 4x400 m   | 3.14,43   | 4 juni 2011   | Albuquerque |

Indoor
| Onderdeel | Prestatie | Datum            | Plaats   |
| --------- | --------- | ---------------- | -------- |
| 200 m     | 22,13     | 15 februari 2014 | Alamosa  |
| 400 m     | 48,95     | 25 februari 2012 | Chadron  |
| 600 m     | 1.15,51   | 14 februari 2016 | Boston   |
| 800 m     | 1.45,83   | 19 maart 2016    | Portland |

## Prestaties

### 800 m
Kampioenschappen
- 2016:  WK Indoor - 1.45,83
- 2016: 8e OS - 1.46,15

Diamond League-overwinningen
- 2016:  Prefontaine Classic - 1.44,20